# Polystachya tridentata
Polystachya tridentata är en orkidéart som beskrevs av Victor Samuel Summerhayes. Polystachya tridentata ingår i släktet Polystachya och familjen orkidéer. Inga underarter finns listade i Catalogue of Life.